# Hammerton’s Ferry

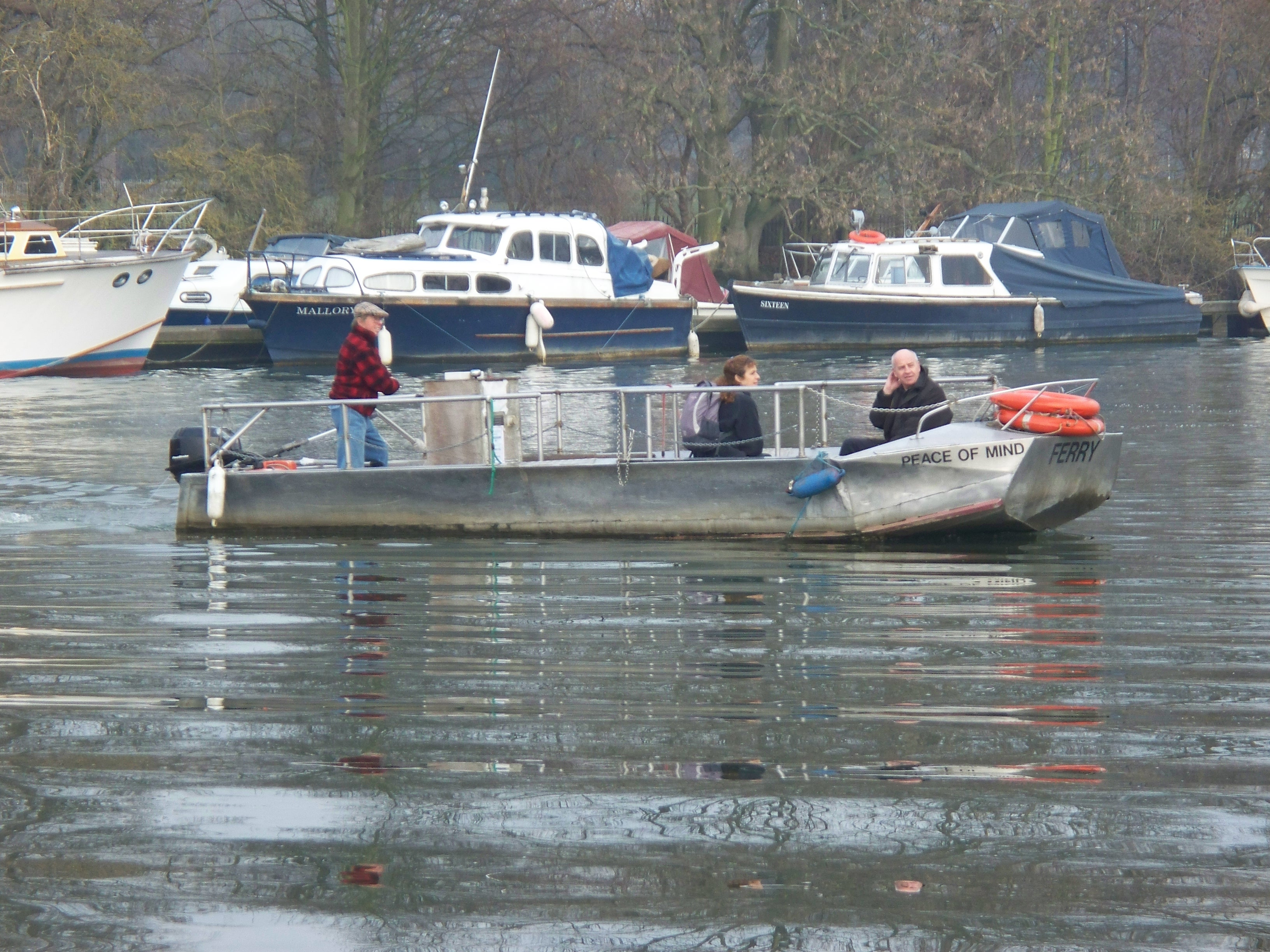
Hammerton’s Ferry

Hammerton’s Ferry ist eine Fährverbindung über die Themse im Südwesten von London. Innerhalb des Stadtbezirks London Borough of Richmond upon Thames verbindet sie seit 1909 das Marble Hill House in Twickenham am Nordufer mit dem Ham House in Ham am Südufer. Benannt ist sie nach William Hammerton, dem ersten Betreiber.

## Geschichte
Am Standort der weiter flussabwärts gelegenen Richmond Bridge bestand seit mindestens 1439 eine Fährverbindung, ebenso seit 1652 flussaufwärts bei der Flussinsel Eel Pie Island. Das Land am Südufer war damals Privateigentum der Familie Tollemache, den Besitzern von Ham House, und öffentlich nicht zugänglich. Aus diesem Grund bestand trotz der großen Entfernung zu den nächsten Flussquerungen kaum Bedarf für eine Fährverbindung an dieser Stelle. Darüber hinaus besaß die Familie Tollemache das Lizenzrecht für die Fähre bei Eel Pie Island (auch als Twickenham Ferry bezeichnet), weshalb sie ihrem eigenen Betrieb keine Konkurrenz machen wollte.
1902 erwarb der London County Council das Marble Hill House und stellte es mitsamt den umliegenden Parkanlagen der Öffentlichkeit zur Verfügung. Im selben Jahr stellte das Parlament den Pfad entlang dem Südufer unter öffentliches Wegerecht, was ein erhöhtes Aufkommen von Fußgängern zur Folge hatte. Der Anwohner William Hammerton begann 1908 Boote zu vermieten und richtete 1909 einen regelmäßigen Fährbetrieb ein. Er setzte zu diesem Zweck beplankte Skiffboote ein. William Champion und Lord Dysart, die Betreiber der nahen Twickenham Ferry, gingen rechtlich gegen Hammerton vor. Obwohl er erstinstanzlich gewann, fiel das Urteil im Berufungsverfahren zugunsten der Kläger aus. Die Öffentlichkeit nahm rege Anteil an dem Rechtsstreit. Dank einer erfolgreichen Spendenkampagne brachte Hammerton genug Geld zusammen, um den Fall an das House of Lords weiterzuziehen. Dieses entschied am 23. Juli 1915 schließlich zu seinen Gunsten.

## Betrieb
Von Dezember bis Februar verkehrt die Fähre an Wochenenden zwischen 10 Uhr und der Dämmerung. Von März bis Oktober verkehrt sie an allen Tagen; montags bis freitags von 10 bis 18 Uhr, an Wochenenden und Feiertagen bis 18:30 Uhr.